# 위키백과의 역사
온라인 백과사전을 만들자는 제안은 1993년 10월 25일에 릭 게이츠가 처음으로 제안했지만 오픈 소스인 웹 기반 온라인 백과사전이라는 개념은 6년뒤인 1999년 12월에 리처드 스톨먼이 제시했다. 2001년 1월 16일 지미 웨일스와 래리 생어가 위키백과를 공식적으로 시작하면서 워드 커닝햄이 개척한 위키라는 개념과 기술을 사용했다. 
처음에 위키백과는 누피디아라는 전문가만 편집하는 온라인 백과사전 프로젝트를 보완하기 위해 시작하여 누피디아에 사용될 항목의 초안이나 구상을 제공했다. 그러나 머지않아 누피디아를 압도하면서 전 세계 다중 언어 프로젝트가 되었고 추가로 많은 자매 프로젝트가 생기는 데 영향을 끼쳤다. 2012년 1월 기준 위키백과에는 283개 언어로 쓰인 2000만 건이 넘는 자유롭게 이용할 수 있는 항목이 있으며, 그 항목은 3100만 명 이상의 등록 사용자와 무수한 익명의 기여자가 전 세계에서 작성했다. 전체 인터넷 사용자의 14.5%가량이 위키백과를 매달 방문했다. 현재 한국어 위키백과의 총 항목 수는 717,915개이다.

## 개요
전 세계의 지식을 한 곳에 모으자는 생각을 적은 최초의 백과사전은 고대 알렉산드리아 도서관과 페르가몬으로 거슬러 올라간다. 하지만 광범위하게 널리 출간되는 백과사전이라는 현대적 개념은 18세기 중반 프랑스의 백과사전 편집자 드니 디드로가 최초로 도입했다.
18세기 후반부터 20세기 후반 까지 크게 유행했던 이전의 백과사전인 브리태니커 백과사전은 종이 백과사전인 반면에 마이크로소프트가 1993년 4월 발행한 엔카르타는 시디롬으로 이용 가능하고 하이퍼링크가 적용되었다.
이 무렵 웹이 크게 발전하면서 많은 사람이 인터넷 백과사전 프로젝트를 개발하려고 했다. 1993년 10월 릭 게이츠가 인터넷 백과사전인 인터피디아(Interpedia)를 제안했지만 콘텐츠를 만들기 전에 프로젝트가 좌초되었다. 자유 소프트웨어 지지자인 리처드 스톨먼이 1999년 12월 '자유 범용 백과사전 및 학습 자료'의 유용성을 설명했다. 그는 공개한 문서에서 "자유 백과사전이 무엇을 할 필요가 있는지, 어떤 자유를 대중에게 주어야 하는지 그리고 백과사전 개발을 어떻게 시작할 수 있는지"를 명확하게 보여주고자 했다. 2001년 1월 16일, 위키백과가 등장하고 이틀 뒤에 자유 소프트웨어 재단이 GNUPedia 프로젝트를 온라인에서 시작하면서 누피디아와 경쟁했지만, 오늘날 그 재단은 "위키백과를 방문해서 그곳에 기여하라"고 권장하고 있다.

## 로고

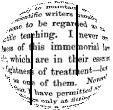
2001년 1월 16일 ~ 2001년 12월 5일
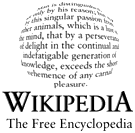
2001년 12월 6일 ~ 2003년 10월 12일
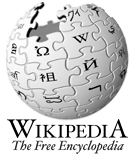
2003년 10월 13일 ~ 2010년 5월 13일
2010년 5월 13일 ~ 현재

## 2010년 이후 활동
위키백과는 알렉사 인터넷에 따르면 세계에서 가장 인기있는 웹사이트 6위에 올라 있다. 전 세계 위키백과 총 항목 수는 약 4600만 건이며 편집 수는 약 24억 번, 총 회원 수는 약 7천만 명이다. 전 세계적으로 위키백과의 페이지뷰 횟수는 160억 번(한국에서 약 1억 번)이다.
위키백과 공동 설립자인 지미 웨일스가 2012년 1월 18일 24시간 동안 영어 위키백과 서비스를 중단하겠다고 발표했다. 이는 미국 의회에서 논의되던 저작권 침해 금지 법안에 대한 대중의 관심을 끌기 위한 항의였다. 이 서비스 중단을 '커뮤니티 결정'이라고 말한 지미 웨일스와 반대자들은 발의된 법안 SOPA와 PIPA가 언론 자유와 인터넷 혁신을 위태롭게 할 것이라고 했다.

## 같이 보기
- 위키백과 종말의 예측